# Elaphoglossum exsertipes
Elaphoglossum exsertipes är en träjonväxtart som beskrevs av John T. Mickel. Elaphoglossum exsertipes ingår i släktet Elaphoglossum och familjen Dryopteridaceae. Inga underarter finns listade.